# 名古屋市歌
「名古屋市歌」（なごやしか）は日本の政令指定都市の1市で、愛知県の県庁所在地である名古屋市の市歌。作詞・上田萬年、作曲・岡野貞一。

## 解説
名古屋市が1910年（明治43年）の開府300周年記念事業として作詞を言語学者の上田萬年、作曲を東京音楽学校助教授の岡野貞一にそれぞれ依頼し、同年2月28日に制定された。
現存する市歌としては前年の1909年（明治42年）に制定された横浜市歌に次いで2番目に古いものとされるが、第二次世界大戦後は演奏の機会が減少し市のサイトでも紹介されていないため、市民の間ではほとんど存在を知られていない。この点は横浜市歌が制定100年以上経った現在でも歌い継がれ、市立小中学校で生徒に教えられているのとは対照的である。
愛知県では1918年（大正7年）に県教育会が名古屋市歌を作詞した上田を審査委員に迎えて県歌の制定を企画したが応募不調のため未完成に終わっており、戦後の1950年（昭和25年）に第5回国民体育大会（愛知国体）開催を記念して「われらが愛知」が制定された。

### 音源
最古の録音は制定から19年後の1929年（昭和4年）にビクターレコード（現在のJVCケンウッド・ビクターエンタテインメント）が作成した早川弥左衛門作曲「名古屋行進曲」のSP盤でB面に収録された松坂屋管弦楽団演奏のものである。
2010年（平成22年）、名古屋開府400周年を記念してキングレコードが発売したコンピレーション・アルバム『名古屋の歌だがね 名古屋開府400年記念CD』（規格品番：KICS-1511）のトラック17に、CD音源としては初めて収録された。

## 歌詞
歌詞・旋律とも著作権の保護期間を満了し、パブリックドメインとなっている。

## 市が制定に関わった他の楽曲
「名古屋市歌」の他に市が制定に関わった楽曲としては、1930年（昭和5年）に作られた「名古屋市行進歌」（作詞：石田元季、作曲：信時潔）の存在が知られている。この「名古屋市行進歌」と、早川弥左衛門が作曲した前述の「名古屋行進曲」、また1931年（昭和6年）発売の「大名古屋行進曲」（作詞：西條八十、作曲：中山晋平）、1953年（昭和28年）発売で初代コロムビア・ローズが歌唱する「流行歌 名古屋行進曲」（作詞：田島宏美、作曲：米山正夫）は、それぞれ別の楽曲である。
また、1976年（昭和51年）に発表された「わが名古屋」（作詞：岡崎光雄、作曲：大町陽一郎）が「市民の歌」として紹介される場合があるが、この歌は名古屋市でなく名古屋青年会議所が愛唱歌として選定したものである。